# Идрус, Ани
Ани Идрус (индон. Ani Idrus; 25 ноября 1918, Савахлунто, Западная Суматра — 9 января 1999, Медан) — индонезийский прозаик, журналистка, редактор, репортёр, активистка, соучредитель одной из самых старейших ежедневных газет «Waspada» вместе со своим мужем Мохаммадом Саидом в 1947 году. Заметная фигура в национальной журналистике, образовании и политике Индонезии. Доктор политических наук.
Оказала существенное влияние на обновление индонезийской литературы.

## Биография
Дочь клерка угольной компании. Получила базовое образование, позже продолжила учёбу в медресе, чтобы расширить свои знания об исламской религии. Переехала в Медан. Участвовала в политической жизни страны. В 1934 году вступила в организацию «Молодая Индонезия», занимала должность заместителя председателя движения. В 1937 году стала членом партии «Индонезийское народное движение». В 1950 году основала «Фронт женщин Северной Суматры», была его председателем.
В 1962—1965 годах изучала право на юридическом факультете Исламского университета Северной Суматры (UISU), в 1975 году стала студентом факультета социальных и политических наук Университета Индонезии. Получила докторскую степень по специальности «социальные и политические науки» в UISU.
Её карьера в качестве писателя началась в 1930 году в журнале «Panji Pustaka» в Джакарте.
Работала главным редактором газет «Waspada Daily» и «Dunia Wanita Magazine» в Медане. Много ездила по миру. В 1953 году посетила Японию, в 1954 — КНР, в следующем году — Нидерланды, Бельгию, Францию, Италию, Малайзию. В 1956 году побывала в США, Египте, Турции, Гонконге и Таиланде. Затем в 1961—1962 годах посетила Англию, Западную Германию и Париж.
Помимо журналистики и политики, занималась образованием. В 1953 г. создала компанию «Таман Индрия» для уходу за детьми и начальной школой. В 1960 году основала «Фонд демократического образования» в Медане.

## Избранная библиография
- Buku Tahunan Wanita (1953)
- Menunaikan Ibadah Haji ke Tanah Suci (1974)
- Wanita Dulu Sekarang dan Esok (1980)
- Terbunuhnya Indira Gandhi (1984)
- Sekilas Pengalaman dalam Pers dan Organisasi PWI di Sumatra Utara (1985)
- Doa Utama dalam Islam (1987)

## Память
- 25 ноября 2019 года компания Google отпраздновала её 101-й день рождения дудлом[1].
- Почта Индонезии в 2004 г. выпустила в оборот марку с её изображением.